# Auklaid
 (mars 2016).
Si vous disposez d'ouvrages ou d'articles de référence ou si vous connaissez des sites web de qualité traitant du thème abordé ici, merci de compléter l'article en donnant les références utiles à sa vérifiabilité et en les liant à la section « Notes et références ».
Auklaid est une île d'Estonie faisant partie de la réserve naturelle des îlots de la région de Hiiumaa.

## Géographie
L'île de 1,38 hectare se situe dans la baie de Soonlepa dans le comté de Hiiu. La longueur de son littoral est de 591 mètres.
La surface de Auklaid est en partie sablonneuse. De la végétation, notamment des plantes broussailleuses s'y développent.